# Шифротекст
Шифротекст, шифртекст — результат операции шифрования. Часто также используется вместо термина «криптограмма», хотя последний подчёркивает сам факт передачи сообщения, а не шифрования.
Процесс применения операции шифрования к шифротексту называется перешифровкой.

## Свойства шифротекста
При рассмотрении шифротекста как случайной величины {\displaystyle Y=f\left(X,Z\right)}, зависящей от соответствующих случайных величин открытого текста {\displaystyle X} и ключа шифрования {\displaystyle Z}, можно определить следующие свойства шифротекста:
- Свойство однозначности шифрования:

{\displaystyle H\left(Y|XZ\right)=0}
- Из цепных равенств следует

{\displaystyle H\left(ZYX\right)=H\left(Z\right)+H\left(Y|Z\right)+H\left(X|YZ\right)=H\left(Z\right)+H\left(Y|Z\right)+0}
(из свойства однозначности расшифрования)
{\displaystyle H\left(ZXY\right)=H\left(Z\right)+H\left(X|Z\right)+H\left(Y|XZ\right)=H\left(Z\right)+H\left(X\right)+0}
(из принципа независимости открытого текста от ключа и свойства однозначности шифрования)
тогда
{\displaystyle H\left(Y|Z\right)=H\left(X\right)}
это равенство используется для вывода формулы расстояния единственности.
- Для абсолютно надёжной криптосистемы

{\displaystyle I\left(Y,X\right)=0}, то есть {\displaystyle H\left(Y\right)=H\left(Y|X\right)}

## Использование для криптоанализа
Шеннон в статье 1949 года «Теория связи в секретных системах» показал, что для некоторого случайного шифра теоретически возможно (используя неограниченные ресурсы) найти исходный открытый текст, если известно {\displaystyle L={H\left(Y\right) \over r\log N}} букв шифротекста, где {\displaystyle H\left(Y\right)} — энтропия ключа шифра, {\displaystyle r} — избыточность открытого текста (в том числе с учётом контрольных сумм и т. д.), {\displaystyle N} — объём используемого алфавита.